# Herzog-Erich-Weg
Herzog-Erich-Weg bzw. Herzog-Erich-Ring ist heute der Name eines Straßenzuges bzw. Weges im Süden der Stadt Cloppenburg und der Gemeinde Emstek sowie im Norden der Gemeinde Cappeln im niedersächsischen Landkreis Cloppenburg. Der Weg ist vermutlich nach Herzog Erich II. von Braunschweig-Calenberg-Göttingen (1528–1584) benannt. Ein anderer historischer Name des Wegs ist Ossenträde (Ochsenpfad).

## Lage
Der Herzog-Erich-Weg (in seinem westlichsten Abschnitt heute Herzog-Erich-Ring genannt) verläuft am Südrand der Cloppenburger Geest. Er beginnt heute an der Bundesstraße 213 bei Stapelfeld und verläuft weitestgehend auf der Trasse einer Altstraße in östlicher Richtung südlich der Ortskerne von Cloppenburg und Emstek sowie im äußersten Norden der Gemeinde Cappeln. Nördlich von Schneiderkrug gibt es östlich der Grenze zum Landkreis Vechta zwar eine Fortsetzung der bis zur Kreisgrenze Herzog-Erich-Weg genannten Straße, aber unter anderem Namen.

## Herzog-Erich-Weg, Reuterweg und Folkweg

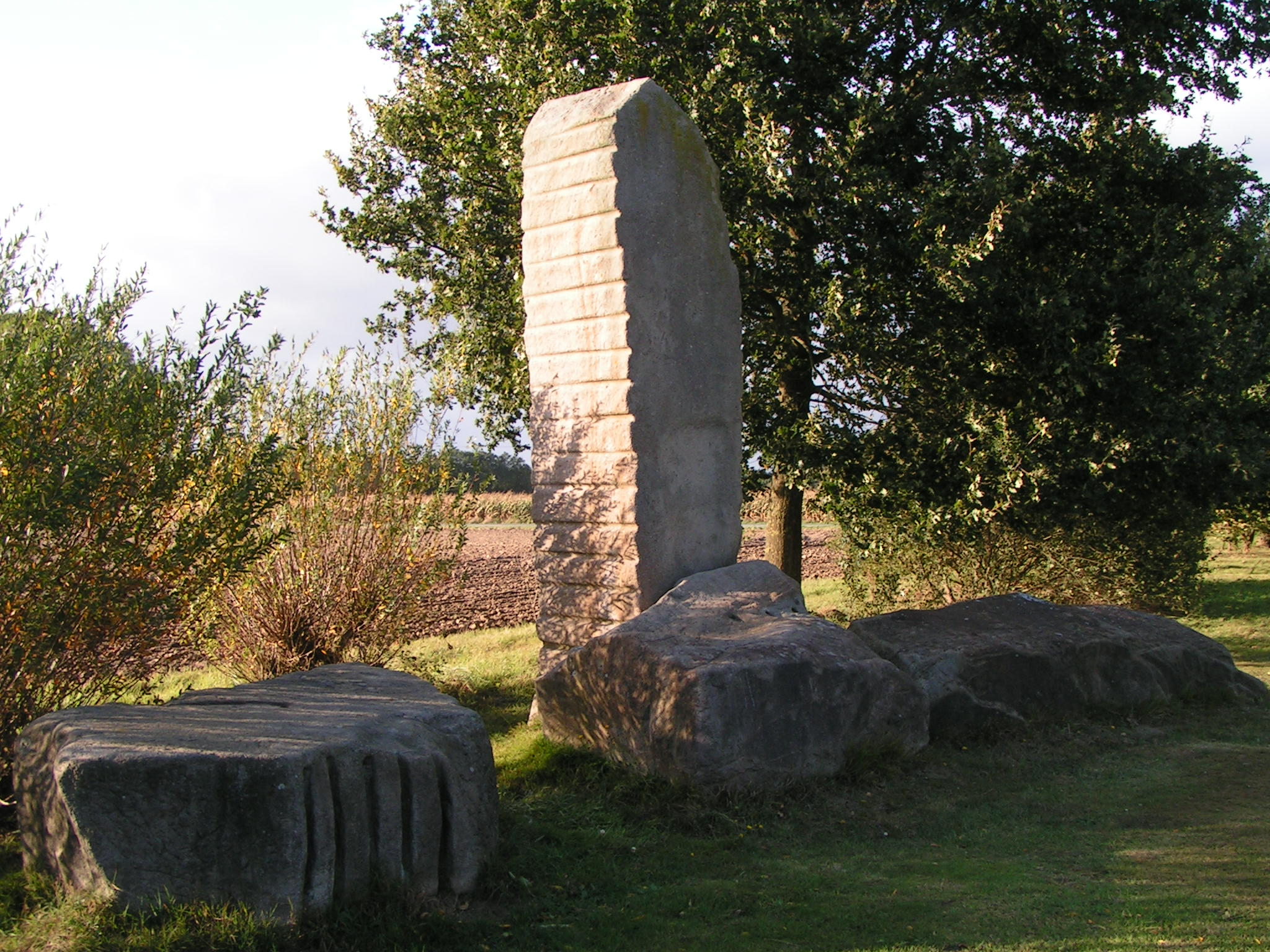
Gogerichtsstätte auf dem Desum

Die heute Herzog-Erich-Ring und Herzog-Erich-Weg genannte Verbindung ist bis zur A 1 Teil einer West-Ost-Altstraße von den Niederlanden über die mittlere Ems und die mittlere Weser bis in die Lüneburger Heide, die bereits der römische Feldherr Germanicus benutzt haben soll und die westlich von Cloppenburg „Kriegerpad“ sowie östlich davon „Reuterweg“ und „Folkweg“ genannt wurde. Der Begriff „Folkweg“ wird nicht nur als Eigenname für den Abschnitt des Fernwegs zwischen der Hunte und der Weser, sondern auch als Gattungsname für den gesamten Fernweg benutzt. Gelegentlich wird auch der Herzog-Erich-Weg zum Reuterweg gerechnet.
Ein Problem besteht allerdings darin, dass der östlichste Abschnitt der heute Herzog-Erich-Weg genannten Strecke nicht auf den Reuterweg im Visbeker Ortsteil Hagstedt zuläuft, sondern auf den Ortsteil Halter. Der Grund für diese Unstimmigkeit liegt darin, dass bereits im 19. Jahrhundert große Teile der Altstraße im Landschaftsbild völlig verschwunden waren, so dass auf einer von Friedrich von Alten 1888 herausgegebenen Karte südöstlich des Emsteker Ortskerns zwischen dem Herzog-Erich-Weg und dem Reuterweg eine Darstellungslücke klafft. Die Verbindung soll über den Hohen Weg erfolgt sein, welcher auf die heutige Landstraße zwischen Emstek und Visbek knapp östlich der Kreisgrenze einmündet.
Eine weitere Lücke in der Karte von Altens gibt es am östlichen Ende des Reuterwegs in Wöstendöllen. Einige Historiker meinen, der Weg habe zur Huntebrücke bei Bühren geführt. Nach Ansicht Bernd Ulrich Huckers und anderer Historiker jedoch sei der Reuterweg auf die „Goldene Brücke“ bei Goldenstedt zugelaufen. Bereits Carl Heinrich Nieberding war 1840 der Auffassung, dass der Hunteübergang bei Bühren dem Zweck gedient habe, Verkehr aus Richtung Oldenburg aufzunehmen, der hier das Huntetal in östlicher Richtung verlassen habe.

## Geschichte

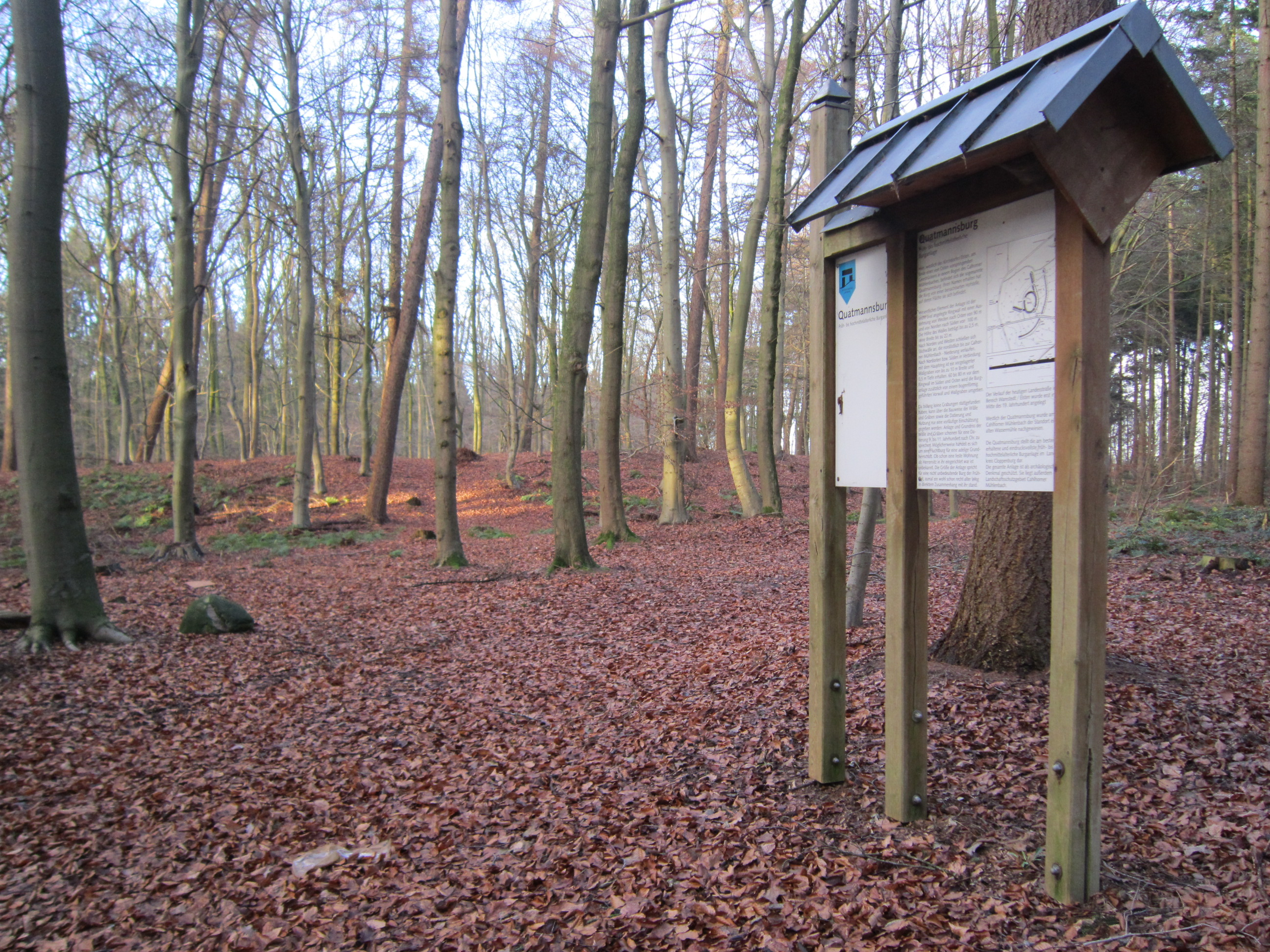
Quatmannsburg bei Elsten

Der Folkweg soll bereits in der Bronzezeit als Handels- und Heerweg benutzt worden sein. Im Mittelalter wurde direkt an seinem heute Herzog-Erich-Weg genannten Abschnitt die zentrale Gerichtsstätte für den sächsischen Lerigau, das Gogericht auf dem Desum, angelegt. Vermutlich zum Schutz des Fernwegs wurde bei Elsten die Quatmannsburg angelegt.
Seinen Namen erhielt der Weg vermutlich nach 1563. In diesem Jahr kündigte der Herzog Erich II. von Braunschweig-Calenberg-Göttingen dem Bischof von Münster Fehde an und marschierte mit Tausenden Landsknechten ins Hochstift Münster ein.
Unklar ist, inwieweit der Welfenherzog Erich den später im Volksmund so genannten Herzog-Erich-Weg für seine Truppenbewegungen benutzt hat. Dafür spricht, dass sich die Wegführung ins Emsland entlang dem Südrand der Ems-Hunte-Geest über Jahrhunderte bewährt hat und Herzog Erich bei seinen Streifzügen auch Lingen aufgesucht hat. Ludwig Niemann berichtet davon, dass „die Bewohner des Amtes Vechta, namentlich in der Gegend von Goldenstedt“ besonders unter der aus 9.000 Mann zu Fuß und 500 Reitern bestehenden Soldateska zu leiden gehabt hätten. Die Namensgebung zeugt davon, dass der Überfall des Herzogs nachhaltigen Schrecken in der Bevölkerung des Niederstifts Münster ausgelöst hat.